# ورا فیلاتووا
ورا فیلاتووا (اوکراینی: Віра Філатова؛ زادهٔ ۶ نوامبر ۱۹۸۲) بازیگر اهل اوکراین است.
از فیلم‌ها و مجموعه‌های تلویزیونی‌ای که وی در آن نقش داشته‌است، می‌توان به مأموران مخفی، پوآرو، فرزندان انسان، قاتلان خون‌آشام‌های لزبین و نگاه عشق اشاره کرد.